# 東勢寮 (臺南市)
東勢寮，原寫為東勢藔，是臺灣臺南市善化區的一個傳統地域名稱，位於該區北部東側。相較於今日行政區，其範圍大致包括昌隆里不含南端及土虱堀南側地區、嘉北里北部不含其東端、牛庄里北部偏東一小段、田寮里東部邊界地帶、六德里東北端及東部南側凸出部分，以及官田區的渡拔里西南部邊界地帶西至中段。
本地區境內主要聚落為東勢藔、土虱堀、三塊藔。

## 歷史
台灣日治初期，東勢寮地區為一街庄，稱為「東勢藔庄」（舊制街庄），隸屬於善化里東堡。該庄昔日北及東隔曾文溪與西庄、拔仔林庄、番仔渡頭庄、三塊厝庄為界，南邊為茄拔庄，北仔店庄，西邊為六份藔庄。
1901年（日治明治三十四年）11月11日，全台廢縣廳改設二十廳，該庄隸屬於臺南廳。1904年（明治三十七年）3月31日，該庄編入「善化里東區」，隸屬於臺南廳。1909年（明治四十二年）10月25日，全台合併二十廳為十二廳，善化里東區仍隸屬於臺南廳。1913年（大正二年）11月4日，善化里東堡、善化里西堡、新化東里轄區調整，該庄改隸屬於善化里西堡。1920年（大正九年）10月1日，全台地方制度大改正，廢十二廳改設五州二廳，該庄改制並雅化為「東勢寮」大字，隸屬於臺南州新化郡善化庄（新制街庄）。1940年（昭和十五年）6月17日，善化庄改制為善化街。
戰後善化街改制為善化鎮，隸屬於臺南縣，大字亦改制為里。1950年（民國39年）10月25日，雲、嘉、南分治，善化鎮仍隸屬於臺南縣。2010年（民國99年）12月25日，臺南縣、市合併為直轄臺南市，善化鎮改制為善化區。

## 聚落
本地區發展較早的聚落為東勢藔、虱土堀（土虱堀）、三塊藔、松安藔（已消失）、埤仔尾（已消失），在日治初期的官方地圖上已有記載。

## 交通
台鐵縱貫線是台灣西部南北向鐵路幹線，經過本地區中西部。最近的車站在北側為拔林車站，在南側為善化車站。前者屬招呼站，僅停靠區間車；後者屬二等站，停靠部分自強號、莒光號及全部區間快車、區間車；由此等可前往台鐵沿線各站。
國道3號又稱「福爾摩沙高速公路」，是貫穿臺灣西部的兩條縱向高速公路之一，經過本地區東南端。最近的交流道在北側為省道台84線交會處的官田系統交流道及市道171號交會處的烏山頭交流道，在南側為市道178號交會處的善化交流道。北側通常利用省道台84線與省道台1線交會處的渡頭交流道進出，再經由台84線、官田系統交流道銜接國道3號。由此等可快速前往國道3號沿線各地。
省道台1線又稱「縱貫公路」，是臺北至楓港的傳統平面幹道，經過本地區東南部。由該道路北行可前往官田區、六甲區、柳營區、新營區等地，南行可前往新市區、永康區、東區/南區、仁德區等地。
區道南122線是蘇厝至東勢寮的道路，其東側端點（終點）位於本地區東南部的省道台1線路口，由此向北轉西北再轉西會經過本地區的三塊藔、東勢藔兩個聚落。
區道南127線是東勢寮至北子店的道路，其北側端點（起點）位於本地區中部偏西南、東勢藔聚落的區道南122線路口，由此向南會經過本地區的土虱堀聚落。
區道南127-1線是土風堀至牛庄的道路，其北側端點（起點）位於本地區南部邊界地帶西側的區道南127線路口。
區道南129線是東勢寮至通山橋的道路，其北側端點（起點）位於本地區中部偏西南、東勢藔聚落的區道南122線路口。